# Groene boompython
De groene boompython (Morelia viridis) is een slang uit de familie pythons (Pythonidae).
De groene boompython is een middelgrote soort die maximaal ongeveer 2 meter kan worden maar meestal kleiner blijft. De lichaamskleur is groen met gele tot blauwe strepen en gele tot witte vlekken. De juvenielen hebben een markante gele of rode kleur met opvallende vlekken. De python komt voor in regenwouden in zuidoostelijk Azië. Het is een typische boombewoner die zelden de bodem betreedt. De python is niet giftig en doodt zijn prooi door wurging.
De python heeft verschillende natuurlijke kleurvariaties die gedurende het ouder worden veranderen. Jonge boompythons zijn geel of rood van kleur maar oudere exemplaren worden groen van kleur. De reden van deze drastische kleuromslag is bestudeerd maar nog niet precies bekend.
De groene boompython is een van de weinige slangen die populair is als exotisch huisdier. De python is net als sommige andere slangen als de boa constrictor en de gewone kousenbandslang een gewilde soort in de handel in exotische dieren. Sinds de jaren 90 zijn er door liefhebbers verschillende succesvolle pogingen gedaan om dit dier in gevangenschap op te kweken. Er is hierdoor veel bekend over het gedrag en de levenswijze van de python.

## Verspreiding en habitat

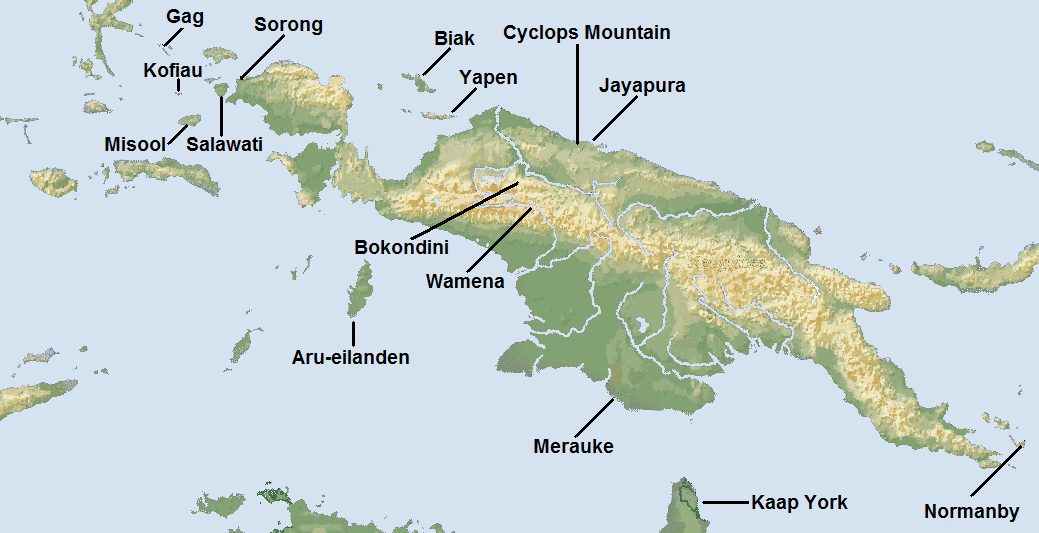
Verspreiding van de groene boompython, verschillende variaties zijn aangegeven.

De groene boompython komt voor in zuidoostelijk Azië; op en rond het eiland Nieuw-Guinea. Dit eiland behoort staatkundig gezien tot Indonesië (het westen) en Papoea-Nieuw-Guinea (het oosten). De omliggende eilanden waar de slang te vinden is behoren tot de Aru-eilanden en omvat de eilanden Biak, Gag, Japen, Misool en Salawati. Ten slotte komt de slang voor in Australië maar alleen in het noordelijkste puntje van de staat Queensland, genaamd Kaap York.
De groene boompython leeft in tropische, warme en vochtige bossen die dichtbegroeid zijn. Het verspreidingsgebied bevindt zich rond de evenaar, waar het constant zowel warm als vochtig is. De jaarlijkse regenval kan per regio sterk verschillen en varieert van 2000 mm in lager gelegen delen tot 3000 millimeter in de bergstreken. De groene boompython is te vinden van laaglanden tot een hoogte van 2000 meter boven zeeniveau. Hevige onweersbuien zijn niet zeldzaam. Het grootste deel van het verspreidingsgebied kent geen echte droge periode, met uitzondering van het oostelijk deel van het eiland Java en de Kleine Soenda-eilanden. Het terrein varieert sterk in hoogte maar is altijd dichtbegroeid met tropische regenbossen.
De bossen op Nieuw Guinea zijn ruig en meestal moeilijk te bereiken voor de mens. Het midden van het eiland bestaat uit een langwerpig gebergte dat van oost naar west loopt en het Centraal Gebergte wordt genoemd. Een groot deel van het verspreidingsgebied bestaat uit laaglanden, maar ook in bergbossen wordt de groene boompython aangetroffen. De omgevingstemperatuur is in veel gebieden gemiddeld iets hoger dan 25 graden en de luchtvochtigheid is rond de 80 procent. De maanden maart tot oktober hebben de meeste zonuren, maar een echt koude winterperiode ontbreekt.

### Beschermingsstatus
Door de internationale natuurbeschermingsorganisatie IUCN is de beschermingsstatus 'veilig' toegewezen (Least Concern of LC).

## Uiterlijke kenmerken

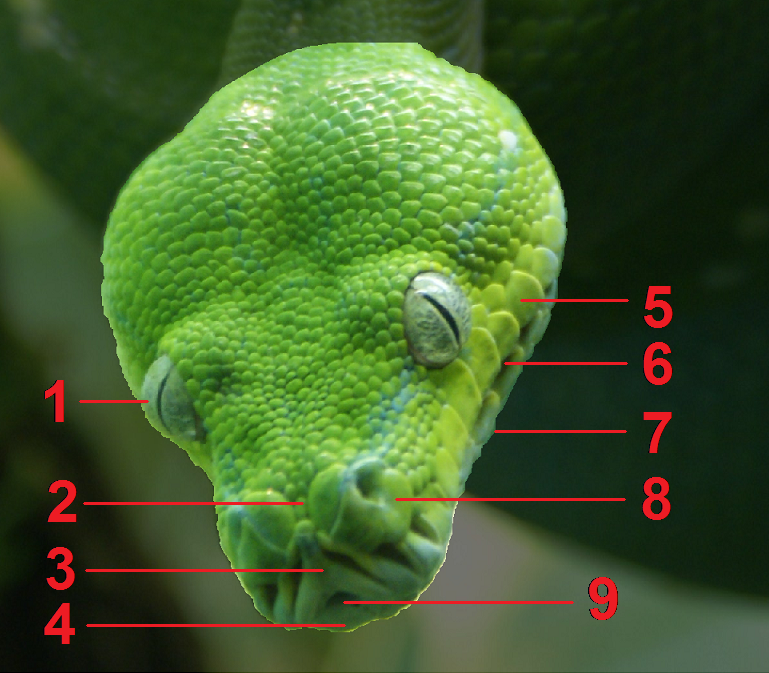
Details van de kop van de groene boompython:

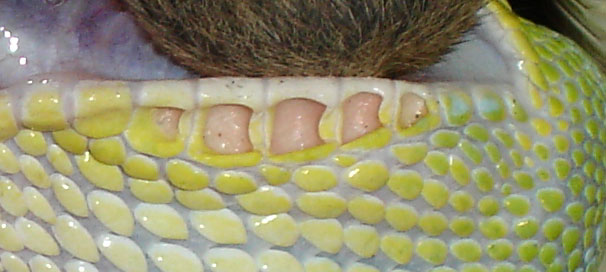
Labiale groeven aan de onderlip.

De groene boompython bereikt een lengte van ongeveer 1,5 meter, wat gemiddeld is voor slangen. Uitschieters kunnen langer dan twee meter worden en in uitzonderlijke gevallen een lengte bereiken tot 2,2 meter. De lengte varieert wat per populatie; exemplaren van het eiland Biak worden het langst. Andere variaties blijven wat kleiner omdat ze een wat compactere bouw hebben. Een voorbeeld hiervan is de Sorong-variatie.
De kop van de boompython valt op door de twee bulten voor de nek, aan de achterzijde van de schedel. Deze worden veroorzaakt door de goed ontwikkelde en vergrote kaakspieren. Ook andere slangen hebben krachtige spieren om prooien vast te grijpen met de bek, maar hebben meestal geen verdikkingen van de kop. De ogen van de python vallen op door hun relatieve grootte, wat in combinatie met de horizontale pupil de nachtelijke levenswijze verraadt. De ogen zijn geel tot oranje van kleur, bij juvenielen zijn ze lichter en vaak roodachtig gestreept.
De groene boompython heeft net als alle pythons zogenaamde labiale groeven, dit is een rij putjes in de labiale (=onderlip)schubben aan de kop. Iedere onderlipschub bevat een dergelijke groef, de groeven bevatten zintuiglijke cellen die gevoelig zijn voor infraroodstraling veroorzaakt door warmte. Hiermee kan de python in volledige duisternis, als de ogen niets kunnen zien, prooidieren toch waarnemen door de warmte die ze uitstralen.
De schubben aan de bovenzijde worden de dorsale schubben genoemd, de schubben de python zijn niet gekield en glanzend, de rugzijde telt 27 tot 55 schubben in de breedte op het midden van de rug. De buikzijde telt 219 tot 250 schubben van nek tot staartbasis die de buikschubben of ventrale schubben worden genoemd. De staartbasis is vanaf de bovenzijde bezien moeilijk waar te nemen maar aan de onderzijde wordt de staart begrensd door de duidelijk zichtbare cloaca. De schubben aan de onderzijde van de staart worden de subcaudale schubben genoemd, de groene boompython heeft er 70 tot 112. De subcaudale schubben zijn gepaard, in tegenstelling tot veel andere slangen zoals de gelijkende groene hondskopboa.
De kopschubben bestaan uit kleine, korrelige schubben en niet uit platen zoals slangen uit de familie toornslangachtigen. Alleen de schubben rond de neus en rond de bek zijn vergroot, de schubben aan de bovenlip worden supralabiale schubben genoemd en de schubben aan de onderlip infralabiale schubben. De schubben aan de neusgaten zijn sterk vergroot en worden de nasale schubben genoemd, de schubben die tussen de nasale schubben liggen worden de internasale schubben genoemd. Aan de voorzijde van de snuit zijn in het midden de rostrale schub aanwezig en aan de onderkaak de mentale schub. In de rostrale schub zijn twee warmtegroeven gelegen, tussen de rostrale en mentale schub zit eveneens een kleine opening. Dit is echter geen groef maar een opening die bij alle slangen voorkomt en waardoor de tong ook bij een gesloten bek naar buiten kan worden gestoken.
Mannetjes en vrouwtjes zijn lastig uit elkaar te houden. De mannetjes hebben soms sporen maar deze komen ook bij vrouwtjes voor en hoewel de sporen gemiddeld langer zijn bij de mannetjes is dit toch geen hard geslachtskenmerk. Door te sonderen kan het geslacht bepaald worden; hierbij wordt een staafje in de cloaca gebracht waarna de diepte wordt vergeleken. Bij een mannetje kan het staafje zo'n zeven tot negen schubben diep worden ingebracht, bij de vrouwtjes hooguit twee tot drie schubben diep.
De groene boompython is maar met weinig andere slangen te verwarren. Er zijn wel verschillende soorten groene slangen, zoals de twijgslangen uit het geslacht Ahaetulla en de mamba's uit het geslacht Dendroaspis. De groene boompython heeft echter een onmiskenbaar brede en grote kop. Een uitzondering is de groene hondskopboa (Corallus caninus). Deze slang, die niet in Azië voorkomt maar in delen van Zuid-Amerika, heeft eenzelfde bladgroene kleur met soms lichtere vlekken en is tevens in het bezit van labiale groeven. Bij de hondskopboa zijn deze groeven aanwezig op alle labiale en supralabiale schubben, bij de groene boompython alleen op de bovenste frontale labiale schubben en op de achterste supralabiale schubben. Opmerkelijk is dat de bij de groene boompython voorkomende blauwe rugstreep met driehoekige, zigzaggende vlekjes aan weerszijden ook voorkomt bij een Braziliaanse variant van de hondskopboa.

### Kleur

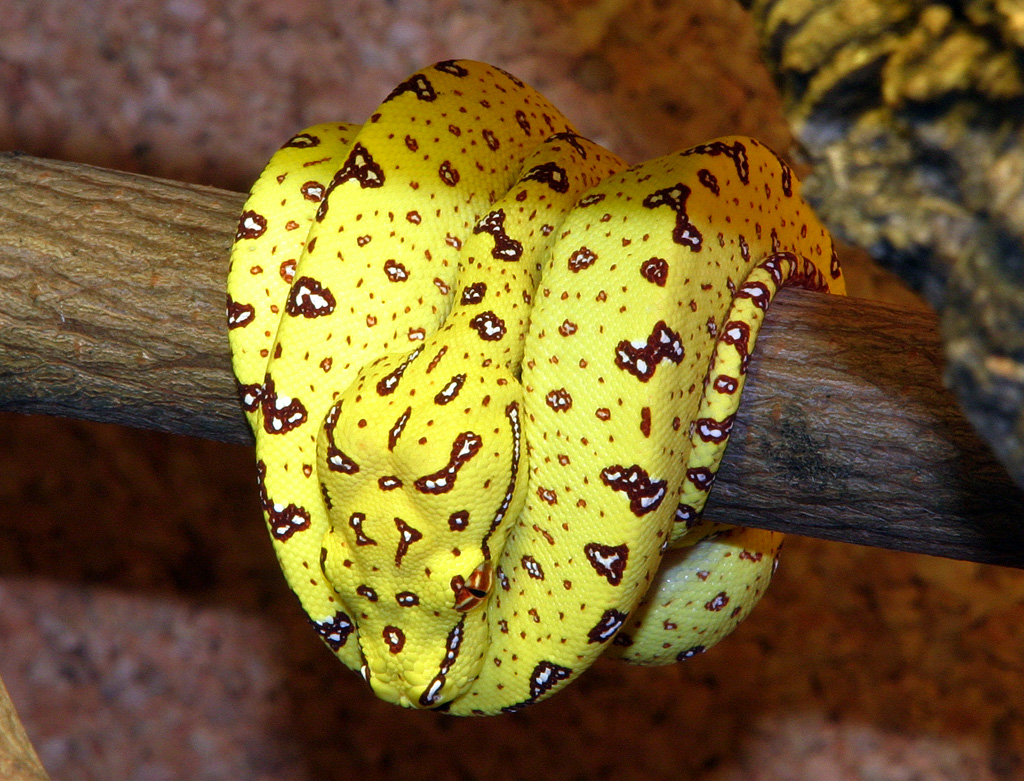
Een jonge boompython is heel duidelijk getekend. Deze tekening verdwijnt voor een deel naarmate het dier ouder wordt en omkleurt naar groen. De hier zichtbare roodbruine vlekken kleuren geleidelijk om naar blauw of geel. Jonge boompythons kunnen roodbruin of citroengeel gekleurd zijn, zoals in deze afbeelding is te zien.

De basiskleur is altijd helder- tot grasgroen, met op het midden van de rug een lichte blauwe streep en hier en daar witte of gele vlekken. Soms zijn de dieren egaal groen van kleur zonder vlekken. Er komen ook dieren in het wild voor die geel gekleurd zijn of zelfs egaal lichtblauw. Dit zijn echter uitzonderingen. De blauwe kleur wordt veroorzaakt door veranderingen in de hormonale huishouding van het dier, vaak tijdens of na een zwangerschap. Dit kan tijdelijk zijn of blijvend.
Jonge exemplaren van de groene boompython zijn geel- of roodgekleurd met een uitgesproken vlekkenpatroon, afhankelijk van de variatie. De jonge slangen kleuren geleidelijk om naar groen, of naar de kleur van de ouderdieren indien deze anders is. Deze omkleuring duurt meestal 12 tot 18 maanden, maar kan ook veel korter zijn zoals een jaar tot enkele maanden. Opmerkelijk is dat uit een enkel legsel verschillende kleurvariaties kunnen komen, met als uitzondering de Australische populaties die altijd gele jongen voortbrengen.
Bij de volwassen exemplaren komen ook overwegend blauw of geel gekleurde exemplaren voor in de natuur, hoewel geheel blauwe exemplaren tot de uitzonderingen behoren. Blauwe exemplaren missen een laag oliehoudende cellen (xanthoforen) die geel van kleur zijn. In combinatie met de blauwe pigmenten in de huid veroorzaakt deze laag de groene kleur van de meeste groene boompythons. Blauwe exemplaren zijn zeer zeldzaam en erg gewild bij slangenhouders. De groene boompython wordt beschouwd als een van de bontst gekleurde slangen, zowel de jonge exemplaren als de volwassen dieren.
De juvenielen een opvallende kleur hebben, is echter niet bekend. Er zijn wel meer slangen die soms een gele tot oranje kleur hebben, zoals enkele adders uit Midden-Amerika en verschillende groefkopadders in de Filipijnen, maar deze soorten veranderen niet van kleur als ze ouder worden. Bij de slangen komt het ook voor dat de jongen een andere kleur hebben dan de ouderdieren, wat waarschijnlijk veroorzaakt wordt doordat de jongen en de volwassen exemplaren in een andere habitat leven. Bij de groene boompython is dit echter niet het geval; zowel de juvenielen als de adulten leven in bomen. Biologen vermoeden dat de juvenielen door hun kleur en opgerolde lichaam in rust een bloem of een rijpe vrucht imiteren. Uit experimenten is gebleken dat vogels de jonge boompythons negeren maar aangezien jonge exemplaren geen vogels eten is dit waarschijnlijk geen verklaring. Ook wordt wel geopperd dat de slang fruit imiteert om hagedissen aan te trekken die weer af komen op fruit-etende insecten. Ook hiervoor is echter geen hard bewijs.

### Variaties

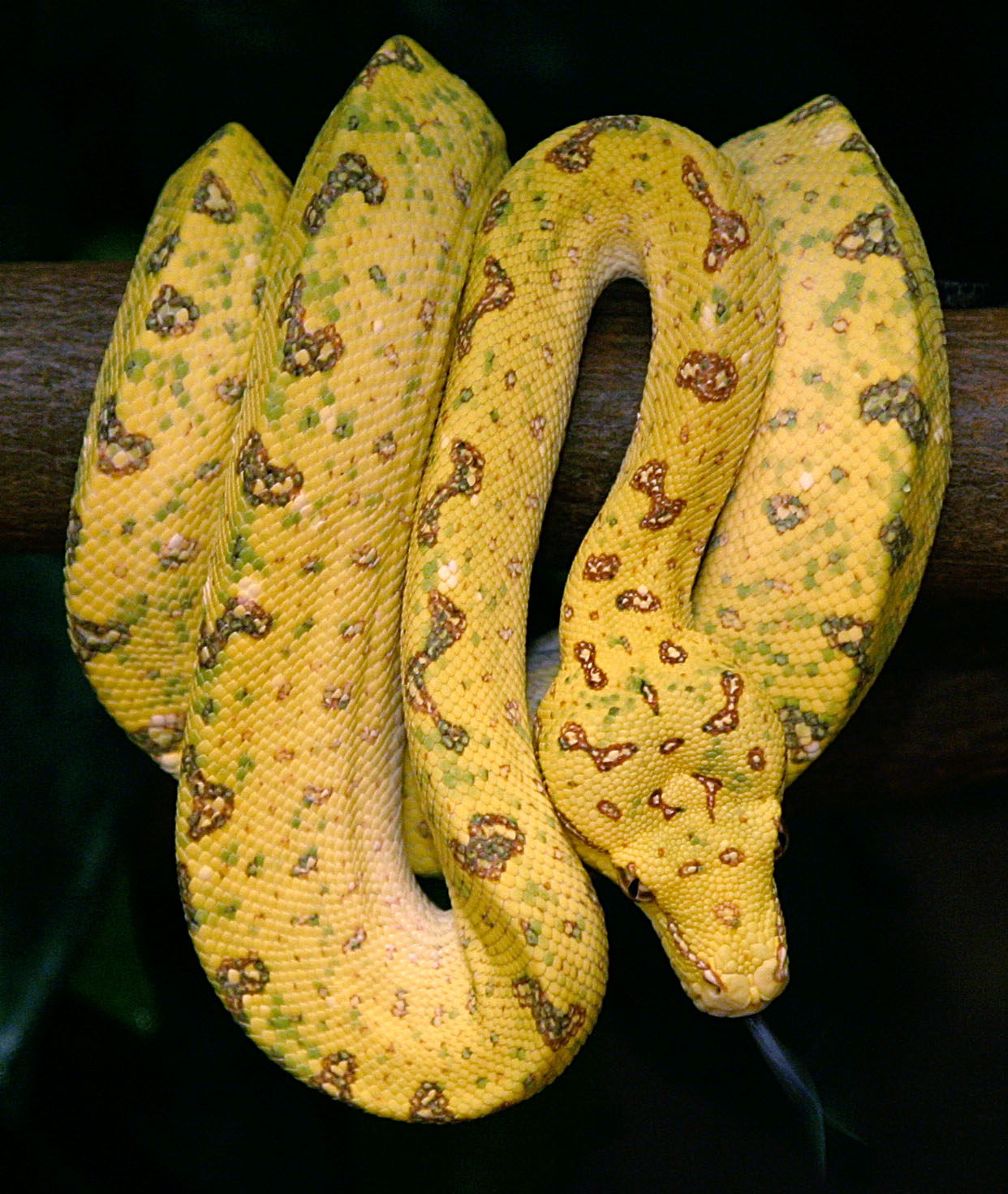
Alle juvenielen kleuren vroeger of later groen, bij dit exemplaar is de omkleuring reeds begonnen.

De groene boompython kent verschillende variaties, die soms duidelijk verschillen en ook wel met ras of type worden aangeduid maar niet tot aparte ondersoorten worden gerekend. De groene boompython kent twee ondersoorten maar minstens vier erkende variaties. De status van een aantal variaties is niet onomstreden; enkele worden waarschijnlijk alleen gebruikt om marketingtechnische redenen. In gevangenschap gehouden dieren worden vaak op kleur geselecteerd bij de kweek om zo aparte kleuren en patronen te verkrijgen. Deze vormen worden hybriden of morfs genoemd en sommige vormen zijn zeer spectaculair gekleurd. Ze komen echter nooit van nature voor. Andere variaties zijn echter onmiskenbaar, zoals de Kofiau-variatie die kanariegeel van kleur is.
De verschillende morphs hebben geen officiële Nederlandse naam, enkele bekende in gevangenschap gekweekte varianten zijn:
- Glass hybrid: groen met blauwe rugstreep en blauwe vlekken.
- High Yellow: overwegend geel met groene spikkels tot vlekken.
- Mite-Phase: matgroen met donkere spikkels.
- Mustard: groengeel met lichtere vlekken.

De typische vormen van de verschillende variaties zijn gemakkelijk van elkaar te onderscheiden maar er is een grote overlap wat betreft kleuren en patronen binnen een variëteit. Hierdoor kunnen exemplaren van verschillende variaties in de praktijk zelden eenvoudig op naam worden gebracht. Dit veroorzaakt een belangrijk probleem bij het kweken van de boompython waarbij men een zuivere lijn wil aanhouden. Als de variatie verkeerd wordt ingeschat en de slang vervolgens gekweekt wordt met een zuivere vorm, zal pas achteraf uit de kenmerken van het nageslacht blijken dat de veronderstelde variatie foutief was.
Een aantal bekendere variaties wordt hieronder opgesomd. De status van sommige variaties is echter niet onomstreden, andere zijn pas sinds korte tijd bekend en daardoor nog niet goed onderzocht.

#### Aru-variatie
De Aru-variatie is een van de zeldzamere variaties en is te herkennen aan de meer smaragdgroene kleur, vooral bij halfwasexemplaren. Oudere dieren krijgen een lichtere kleur. Over het gehele lichaam zijn kleine witte vlekjes aanwezig die op het midden soms samengroeien tot een witte lengtestreep. Van de vrouwtjes is bekend dat ze tijdens de zwangerschap geheel blauw kleuren en meestal na het afzetten van de eitjes weer groen worden maar er zijn waarnemingen bekend van exemplaren die de blauwe kleur niet meer verloren.
De staartpunt is relatief stomp en de kop is wat gedrongen in vergelijking met andere variaties. De juvenielen zijn vrijwel altijd geel van kleur maar rode exemplaren komen heel zelden ook voor.

#### Biak-variatie

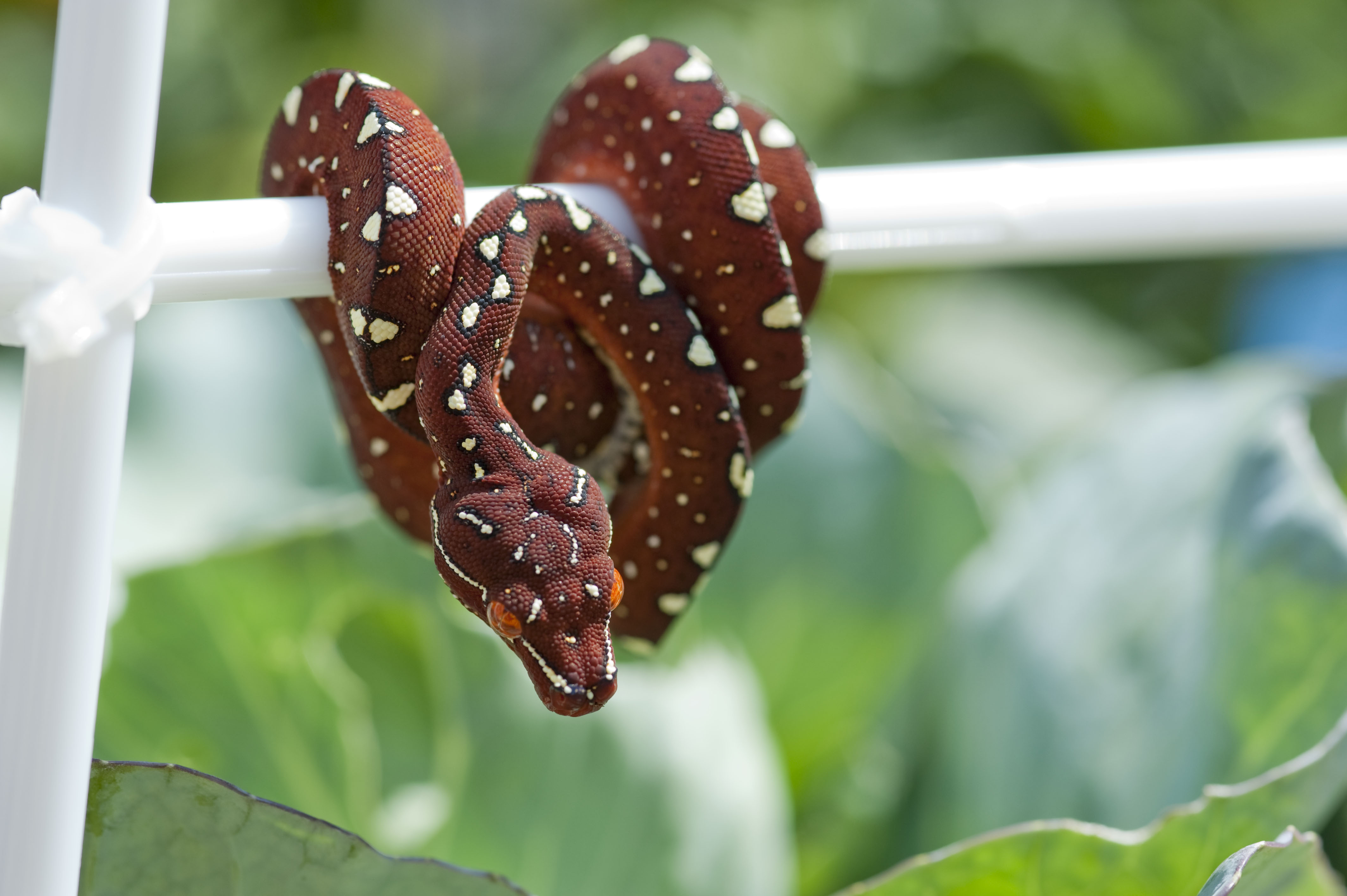
Juvenielen van de Biak-variatie hebben een kenmerkende rode kleur, wat zelden voorkomt bij andere variaties.

De Biak-variatie wordt gemiddeld langer dan andere variaties en exemplaren langer dan twee meter zijn bekend. De kop, het lichaam en de staart zijn relatief lang, de verdikkingen achter op de kop zijn meer geprononceerd dan andere variaties en rond de neuspunt zijn vaak lichtere tot gele vlekken aanwezig. Het staarteinde is lang en puntig en meestal donker van kleur. De juvenielen staan bekend om de helder rode kleur, met grillige gele, zwartomrande vlekken. Bij andere variaties is een dergelijke kleuring zeer zeldzaam. In de handel in exotische dieren is de Biak hierdoor erg populair. Kruisingen tussen de Biak en andere variaties kunnen een slang opleveren met een heldere gele kleur.
De basiskleur is relatief licht- tot olijfgroen in vergelijking met andere variaties. Vaak zijn witte en gele vlekken aanwezig, vooral rond de kop komen gele vlekken voor. De vlekken worden wel vergeleken met de tie-dye techniek.
De Biak staat bekend als een van de agressiefste variaties, de slang raakt snel geïrriteerd en bijt eerder dan andere variaties. Met name de mannetjes zijn agressief en staan bekend om de felle gevechten waarbij ze elkaar kunnen verwonden, bij vrouwtjes is dit gedrag niet waargenomen.
Exemplaren van de Biakvariatie zijn naast het eiland Biak bekend van Numphor en kleinere omliggende eilanden.

#### Cape York-variatie
Deze variatie heeft een grasgroene kleur met op het midden van de rug een duidelijk witte maar onregelmatig onderbroken lengtestreep. Soms is deze sterk onderbroken of ontbreekt volledig. De staartpunt is vaak donker gevlekt. De buikzijde is geelachtig en op het lichaam zijn verschillende gele vlekken aanwezig wat een onderscheid is met de Aru-variatie. De juvenielen zijn altijd geel van kleur en nooit rood zoals vaak voorkomt bij de Biak-variatie en heel zelden voorkomt bij de Aru-variatie.
Exemplaren van de Cape-York variatie zijn alleen te vinden op het Kaap York-schiereiland in Australië, hier is de slang zeldzaam. De Australische regering verbiedt de export van de slangen zodat ze weinig opduiken in de handel.

#### Merauke-variatie
De Merauke-variatie komt voor rond de stad Merauke in het zuiden van Nieuw-Guinea. Deze variatie heeft een grasgroene kleur en vrijwel altijd een witte lengtestreep bestaande uit een rij van witte schubben. De Merauke-variatie lijkt wat op de Cape York variatie en is ook genetisch sterk verwant. Waarschijnlijk zijn de exemplaren van de Merauke-variatie afkomstig van Kaap York en hebben de oversteek van Australië naar Nieuw-Guinea gemaakt tijdens een ijstijd, toen de zeespiegel lager stond en Nieuw-Guinea met een landbrug verbonden was met Australië. Dit was onder andere het geval tijdens het Laatste Glaciale Maximum, zo'n 20- tot 22.000 jaar geleden. Er wordt ook wel geopperd dat de Merauke-variatie fantomisch is omdat de habitat er ongeschikt is voor de slang. Merauke is een belangrijke doorvoerhaven voor gevangen boompythons.

#### Sorong-variatie

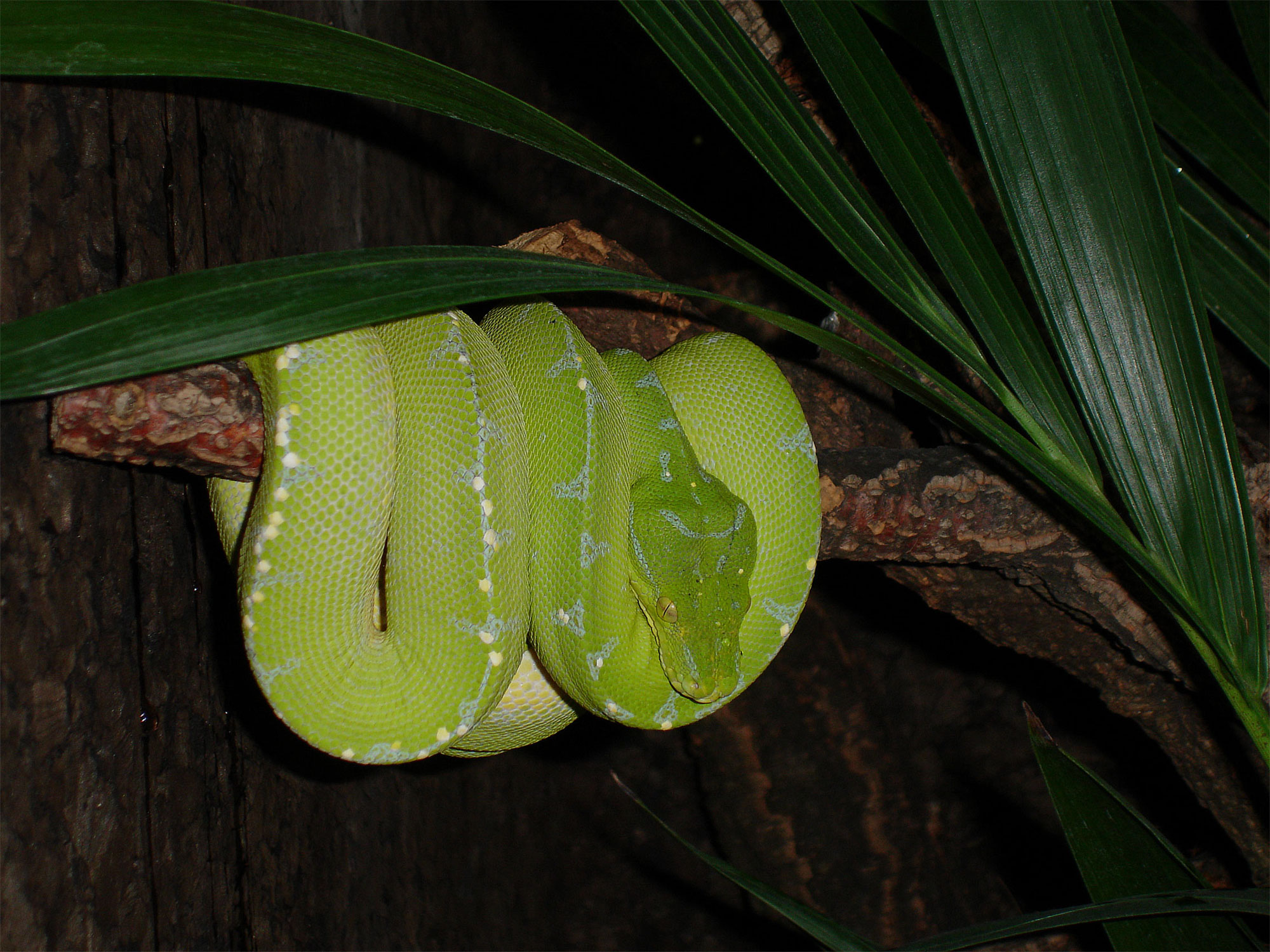
Een exemplaar behorend tot de Sorong-variatie.

Exemplaren van de Sorong-variatie vallen op door hun relatief kleine kop en een kortere snuit. De verdikkingen achter de kop zijn echter sterk vergroot. De staart eindigt in een punt en is donker gevlekt. De basiskleur is variabel; van groen tot blauw. Kenmerkend is de helderblauwe streep op het midden van de rug die loopt van de nek tot de cloaca. Deze streep heeft hele, druppelvormige uitstulpingen en ook op andere delen van het lichaam zijn blauwe en enkele witte vlekken aanwezig. De witte vlekken bestaan uit witte schubben, de blauwe vlekken beslaan vaak meerdere schubben maar ook delen daarvan. De buikzijde is wit tot geel van kleur en niet gevlekt.
In vergelijking met andere variaties is dit een van de rustige, zelfs in het wild wordt niet snel gebeten. Hierdoor is de variatie meer geschikt om in gevangenschap te houden. De Sorong-variatie komt naast de stad Sorong voor langs de gehele noordkust van Nieuw-Guinea en mogelijk verder landinwaarts.

#### Japen-variatie
De exemplaren die afkomstig zijn van het eiland Japen lijken zeer sterk op de Biak-variatie. Er is wel beschreven dat de Japen-variatie iets donkerder wordt dan de Biak-variatie maar verder zijn de twee variaties niet uit elkaar te houden en er wordt wel geopperd dat ze niet als verschillende variaties moeten worden beschouwd. Verder onderzoek zal hierover uitsluitsel moeten geven. Omdat er geen distributiecentrum is op het eiland Japen worden maar zelden exemplaren in de handel aangetroffen.

#### Jayapura-variatie
De Jayapura-variatie heeft een lichtgroene kleur met een blauwe lengtestreep op het midden van de rug met aan weerszijden driehoekige blauwe vlekjes. De rugstreep is echter niet zo sterk geprononceerd als bij de Sorong-variatie
De juvenielen kunnen zowel geel als rood van kleur zijn en soms komen beide kleuren voor binnen een enkel legsel.

#### Bergvariaties
Er zijn verschillende moeilijk van elkaar te onderscheiden bergvariaties, zoals de Lereh-, de Cyclops- en de Karubaga-variatie. Deze soorten leven in het oosten van het Centraal Gebergte; een berkstreek in het centrale deel van Nieuw Guinea die loopt van oost naar west. Waarschijnlijk ontleent een aantal van deze variaties echter zijn bestaan uit marketingoogpunt.
De Karubaga-variatie staat ook wel bekend als de Wamena-variatie. De basiskleur is groen, met op de rugzijde een heldere blauwe streep met aan weerszijden driehoekige blauwe vlekjes. Op de rug komen enkele witte tot gele schubben voor, meestal dicht in de buurt van de blauwe rugstreep. De staartpunt is in tegenstelling tot andere variaties niet gevlekt. De buikzijde is geel tot wit en ongevlekt. De juvenielen kunnen zowel rood of geel zijn en hebben als typisch kenmerk een witte staartpunt.
De Lereh-variatie heeft eveneens een blauwe streep op het midden van de rug, met blauwe, druppelvormige vlekjes aan weerszijden. De kleur is niet zo geprononceerd als de Sorong-variatie. De basiskleur is groen maar variabel, de staartpunt is ongevlekt. Voor zover bekend komen alleen gele juvenielen voor en geen rode exemplaren.
De Karubaga-variatie komt voor rond de steden Karubaga en Bokondini in centraal Irian Jaya, en niet rond Wamena zoals de soms gebruikte naam Wamena-variatie suggereert. Dit gebied is relatief hoog gelegen en de Karubage-variatie is een bewoner van bergbossen.

#### Kofiau-variatie
De populaties van het eiland Kofiau hebben een knalgele kleur en niet alleen de juvenielen maar ook de volwassen exemplaren. Zelfs de iris van de slang is geel, de vlekken zijn paarsachtig van kleur. Deze variatie is pas recentelijk bekend en nog niet goed onderzocht. De variatie werd wel met Canary variation (kanarie) aangeduid maar omdat dit werd verbasterd tot Canary-island variation (wat een relatie met de Canarische Eilanden suggereert) staat de variatie bekend als de Kofiau-variatie.

## Levenswijze
De groene boompython is nachtactief en ligt overdag opgerold te slapen in een boom. Hierbij rolt de slang zich altijd om een tak en wel op een zodanige manier dat de kop in het midden van de windingen ligt, wat een ongebruikelijke positie is voor slangen. De groene boompython is ook weleens op de bosbodem aangetroffen en wordt soms op wegen gezien maar is in beginsel een typische boombewoner. Slapende exemplaren worden vooral aangetroffen op een hoogte van 10 tot 20 meter boven de bodem. De slang zoekt waarschijnlijk alleen de bodem op als er gezocht wordt naar een nieuw leefgebied of naar een partner.
De groene boompython leeft in de dicht begroeide boomtakken in de kruin van de boom. Het gehele leven wordt hier doorgebracht, zowel het jagen op prooien, de paring en zelfs het afzetten van de eieren vindt in een boom plaats. De groene boompython legt geen grote afstanden af, uit onderzoek blijkt dat per etmaal gemiddeld zeven meter wordt afgelegd. De vrouwtjes houden hierbij een territorium aan, terwijl de mannetjes meer rondzwerven. Juveniele exemplaren verplaatsen zich ongeveer drie meter per etmaal en jagen in tegenstelling tot de volwassen dieren overdag. Als een boom voldoende voedsel aantrekt, kan de boompython jarenlang in dezelfde boom leven.

### Voortplanting

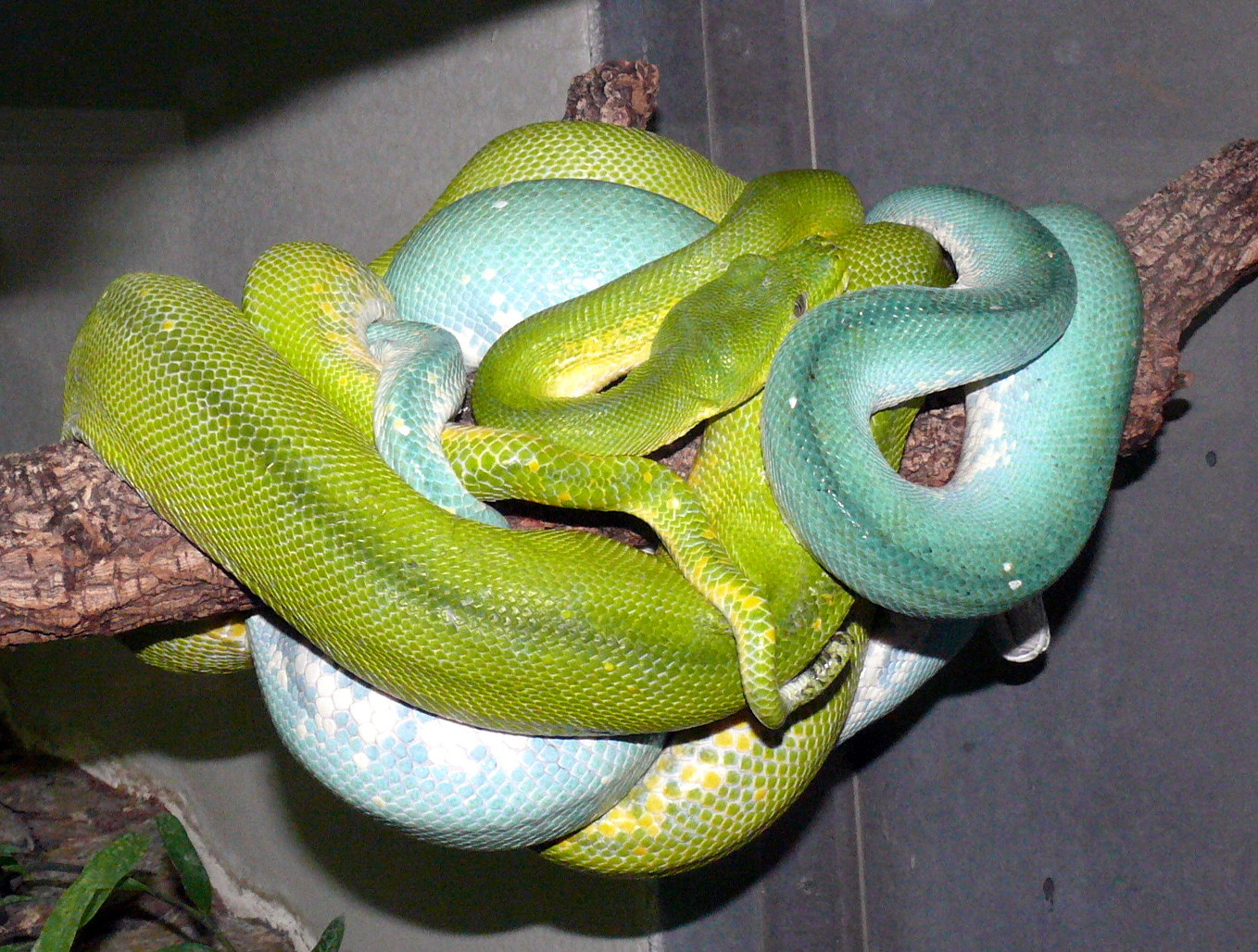
Twee exemplaren in de dierentuin van Aquarium Berlin, de vrouwtjes kleuren vaak blauw als ze zwanger zijn.

De groene boompython is zoals alle andere pythons eierleggend. De vrouw ontwikkelt eerst follikels. De rijping van de follikels is duidelijk zichtbaar als een zwelling van het middenlijf. Deze zwelling komt heel plotseling op en verdwijnt meestal even snel na een paar dagen.
De paring vindt veelal 's nachts plaats. Indien een succesvolle bevruchting heeft plaatsgehad, zal de rijping van de follikels in eieren resulteren. De eieren (20-30 in totaal of soms meer) worden enkele weken later gelegd, meestal 35-45 dagen na de follikelrijping. De broedtijd van de eieren duurt circa 50-55 dagen, afhankelijk van de broedtemperatuur (29-31 graden Celsius). De groene boompython kent net als andere pythons een vorm van broedzorg waarbij de python door lichaamscontracties de temperatuur van de eieren tijdens het broeden hoger maakt. Dit doet de slang door op de eieren te gaan liggen in een soort piramidevormige houding waardoor de eieren door het lichaam van de slang bedekt zijn. De slang zal in deze houding de eieren bij verstoring altijd fel verdedigen. Als de eieren door spiercontracties te veel worden opgewarmd, laat het vrouwtje haar lichaamswindingen vieren.
Voortplanting in gevangenschap wordt veelal gestimuleerd door de omgevingstemperatuur 6 tot 10 weken een aantal graden (5-8 graden) te laten dalen. Dit stimuleert de ontwikkeling van de follikels van de vrouwelijke exemplaren en de spermatozoa van de mannelijke dieren. Daarna kan de temperatuur geleidelijk omhoog worden gebracht.
Na 50-55 dagen komen de jonge slangen uit hun ei tevoorschijn. Om de schaal te breken gebruiken ze de zogenaamde eitand, een klein beenachtig uitsteeksel op de punt van de neus waarmee ze een kleine opening in het ei maken om eruit te kunnen kruipen. De eitand valt een paar dagen na de geboorte af.
Het vrouwtje eet niet gedurende haar zwangerschap en ook als ze de eieren beschermt wordt niet naar voedsel gezocht. Daardoor planten de vrouwtjes zich waarschijnlijk niet ieder jaar voort, maar om het jaar zodat ze op krachten kunnen komen. Dit is van wel meer reptielen bekend, zoals veel zeeschildpadden (Cheloniidae).

### Voedsel en vijanden

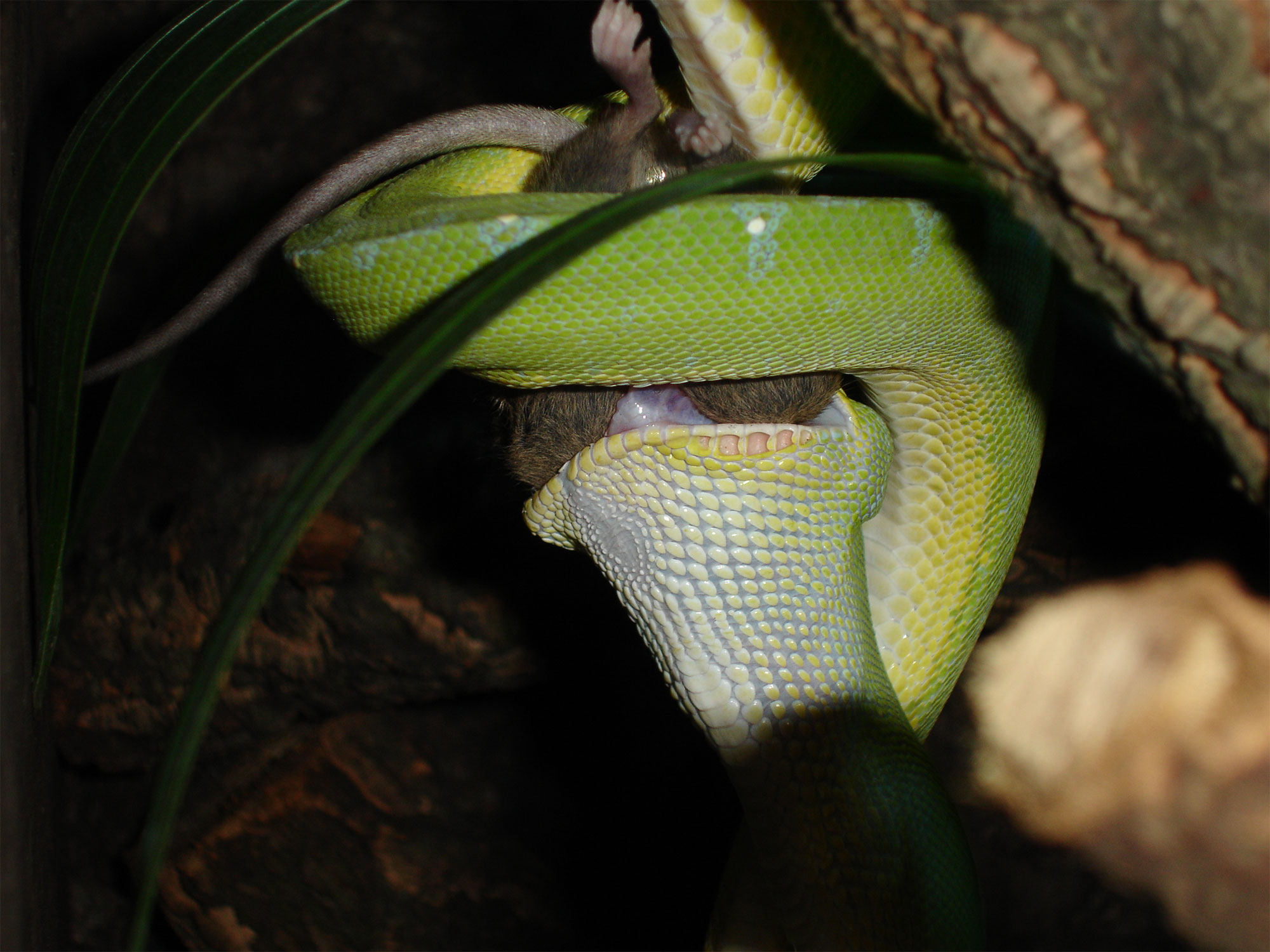
Een boompython eet een knaagdier.

Door het gespierde lichaam, behendige grijpstaart en lange tanden is de python gespecialiseerd om vanuit een tak snel uit te halen naar een prooi. Hierbij wordt de staartpunt gebruikt als lokaas; deze wordt heen- en weer gekronkeld waardoor prooien worden aangetrokken zoals knaagdieren, en als ze dicht genoeg genaderd zijn slaat de slang bliksemsnel toe.
De groene boompython heeft een redelijk gezichtsvermogen maar kan pas contouren waarnemen als een object relatief dichtbij is en beweegt. De slang kan geen verschil zien tussen een dier dat zich stilhoudt en een levenloos voorwerp. De ogen zijn aangepast op het kunnen zien in de schemering en hebben een verticale pupil. De warmtegevoelige sensoren aan de onderkaak en de neus zijn het belangrijkste zintuig van de slang bij het 's nachts opsporen van de prooi.
De groene boompython eet voornamelijk kleine zoogdieren en hagedissen, vroeger werd wel gedacht dat voornamelijk vogels op het menu stonden maar uit onderzoek door Switak et al, waarbij de maaginhoud van een groot en representatief aantal boompythons werd onderzocht, werden geen resten van vogels aangetroffen. Vogelresten werden echter wel gevonden door de Australische bioloog David Wilson in de uitwerpselen van exemplaren die rond bloeiende bomen jagen. Er wordt ook wel beweerd dat de python hangend in takken, vleermuizen uit de lucht plukt maar hier zijn geen wetenschappelijke waarnemingen van. Zeer jonge exemplaren eten kleine hagedissen zoals gekko's en skinken, kikkers en insecten als kevers en motten. Ze gebruiken de zeer beweeglijke staartpunt, die opvallend gekleurd is en aan een worm of rups doet denken, om prooien te lokken. Bij oudere exemplaren verdwijnt dit gedrag.
Vijanden van de groene boompython zijn voornamelijk rovende vogels als de zwarte orgelvogel (Cracticus quoyi) uit de familie orgelvogels en de rosse valkuil (Ninox rufa) die behoort tot de uilen.

## Naamgeving en taxonomie

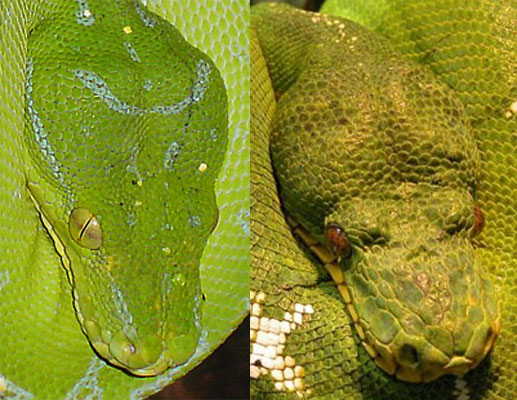
De groene boompython (links) is alleen te verwarren met de hondskopboa (rechts) die echter in een ander werelddeel voorkomt.

De wetenschappelijke naam van de groene boompython werd voor het eerst voorgesteld door Hermann Schlegel in 1872. De soort werd door Meyer in 1874 in het tegenwoordig niet meer erkende geslacht Chondropython geplaatst maar dit werd in 1990 door Underwood en Stimson weer teruggedraaid.
De Nederlandse naam groene boompython spreekt voor zichzelf, deze naam wordt ook in de Engelse en Duitse taal gebruikt, respectievelijk green tree python en grüner baumpython. In de Engelse taal wordt ook wel de naam chondro gebruikt, wat afgeleid is van de oude geslachtsnaam Chondropython.
De groene boompython is een typische vertegenwoordiger van de familie Pythons (Pythonidae), door de boombewonende levenswijze, de duidelijk zichtbare labiale groeven en de gewoonte de eieren te beschermen door zich eromheen te wikkelen.

### Ondersoorten
Er zijn twee ondersoorten:
- Morelia viridis viridis
- Morelia viridis shireenae (twijfelachtig en nog niet taxonomisch bevestigd)

### Synoniemen
De groene boompython heeft verschillende wetenschappelijke namen gehad, onderstaand enkele synoniemen:
- Python viridis Schlegel, 1872
- Chondropython azureus Meyer, 1874
- Chondropython pulcher Sauvage, 1878
- Chondropython viridis Boulenger, 1893
- Morelia viridis Kluge, 1993
- Morelia viridis McDiarmid, Campbell & Touré, 1999
- Chondropython viridis Cogger, 2000
- Morelia viridis Kivit & Wiseman, 2000